# راتوتا
راتوتا (به لاتین: Rattota) یک منطقهٔ مسکونی در سری‌لانکا است که در استان مرکزی (سری‌لانکا) واقع شده‌است. راتوتا ۳۸۱ متر بالاتر از سطح دریا واقع شده‌است.